# بوهاييفكا (لوهانسكا)
بوهاييفكا (Бугаївка) هي مدينة في مقاطعة لوهانسكا في أوكرانيا. يبلغُ عدَدُ سكانها حوالي 3526 نسمة.